# Magnolia proctoriana
Magnolia proctoriana là một loài thực vật có hoa trong họ Magnoliaceae. Loài này được Rehder mô tả khoa học đầu tiên năm 1939.